# Jeroen Meijers
Jeroen Meijers (Tilburg, 12 de enero de 1993) es un ciclista profesional neerlandés que corre para el equipo Victoria Sports Pro Cycling de categoría Continental.

## Palmarés
2013
- 1 etapa de la Carpathian Couriers Race

2016
- Flecha de las Ardenas
- Kreiz Breizh Elites

2019
- Tour de Filipinas, más 1 etapa
- 1 etapa del Tour de Indonesia
- Tour de China I, más 1 etapa

2022
- Gran Premio Erciyes

2023
- Tour de Taiwán, más 1 etapa

2024
- Clásica Oita

2025
- 1 etapa del Tour de Ijen